# Свети Архангел Михаил (Ново село)
Вижте пояснителната страница за други значения на Свети Архангел Михаил.
„Свети Архангел Михаил“ (на македонска литературна норма: „Свети Архангел Михаил“) е възрожденска православна църква в демирхисарското Ново село, Северна Македония. Църквата е под управлението на Крушевско-Демирхисарската епархия на Македонската православна църква.
Църквата е гробищен храм, разположен в северозападния край на селото. В архитектурно отношение е еднокорабна базилика с дървен свод и тристранна апсида на изток. Зидарията е от ломен камък. Фасадите са фугирани. Покривът е на две води с керемиди, а този на апсидата е с каменни плочи. Живописта е от XX век. Църквата е обновена в 1972 година.
На 100 m от храма са открити основи на средновековна църква, зидана с камък и варов хоросан.